# Non, ce n'est pas la pluie
Pour plus de détails, voir Fiche technique et Distribution.
Non, ce n'est pas la pluie (Speaking of the Weather) est un cartoon Merrie Melodies réalisé par Frank Tashlin en 1937.

## Synopsis
Après minuit des personnages des livres et des revues prennent vie.